# Arac Attack
Arac Attack  (títol original: Eight Legged Freaks) és una comèdia de terror estatunidenca dirigida per Ellory Elkayem, estrenada l'any 2002. Ha estat doblada al català

## Argument
Després haver entrat en contacte amb un bidó ple de productes químics, unes aranyes es posen a créixer de manera anormal i ataquen la ciutat de Prosperity, plàcida ciutat minera situada a Arizona. Durant aquest temps, un jove solitari i intel·lectual queda fascinat per aquestes aranyes. Però les aranyes comencen a créixer. La xèrif Parker i un grup de veïns encapçalats per Chris McCormack, amo de les mines locals, hauran d'enfrontar-se a l'amenaça dels aràcnids per salvar el que en quedi de la petita comunitat

## Repartiment
- David Arquette: Chris McCormick
- Kari Wuhrer: Xèrif Samantha Parker
- Scott Terra: Mike Parker
- Scarlett Johansson: Ashley Parker
- Doug E. Doug: Harlan Griffith
- Rick Overton: Diputat Pete Willis
- Leon Rippy: Wade
- Matt Czuchry: Bret
- Jay Arlen Jones: Leon
- Eileen Ryan: Gladys
- Riley Smith: Randy
- Matt Holwick: Larry
- Jane Edith Wilson: Emma
- Jack Moore: Amos
- Roy Gaintner: Floyd
- John Storey: Mark
- David Earl Waterman: Norman
- Tom Noonan: Joshua

## Al voltant de la pel·lícula
- El rodatge va començar el 8 de gener de 2001 a Glendale i Superior, Arizona.
- Arac Attack està inspirat del curtmetratge neo-zelandès de 13 minuts: Larger Than Life (1997) de Ellory Elkayem.[3]
- El film és dedicat a la memòria de Lewis Arquette, pare de David Arquette, així com a Don Devlin, pare de Dean Devlin que és l'un dels productors del film.

## Banda original
- Itsy Bitsy Spider interpretat per Joey DeLuxe
- Dim Memory, interpretat per Soul Circle
- Diablo, interpretat per Triple Seven
- Strangers in the Night, interpretat per Fantastic Strings

## Premis i nominacions
- 2003: nominat al premi Saturn al Millor film de terror.